# أغتشة كهل رجبانلو (عباس الغربي)
أغتشة کهل رجبانلو (بالفارسية: آغچه‌کهل رجبانلو) هي مستوطنة تقع في إيران في قسم عباس الغربي الريفي. يقدر عدد سكانها بـ 334 نسمة .